# Кудлаті перці
«Кудлаті перці» (англ. Strays, «Бродяги») — американський комедійний анімаційно-ігровий фільм режисера та продюсера Джоша Ґрінбаума. Головні ролі виконують Вілл Феррелл, Джеймі Фокс, Вілл Форте, Рендалл Парк та Айла Фішер. Прем'єра фільму (світова й українська) — 17 серпня 2023 року.

## Сюжет
Кинута собака поєднується з іншими бродягами з метою помсти своєму колишньому господареві.

## У ролях
- Вілл Форте — Даг, колишній господар Реггі[3]
- Бретт Гельман — Віллі, працівник притулку для собак
- Денніс Квейд — орнітолог

### Голосовий акторський склад
- Вілл Феррелл — Реггі, кинутий бордер-тер'єр[3]
- Джеймі Фокс — Баґ, безпритульний бостон-тер'єр[3]
- Айла Фішер — Меггі, безпритульна австралійська вівчарка[4]
- Рендалл Парк — Гантер, безпритульний німецький дог[5]
- Джош Ґад — Гас, лабрадор-ретривер
- Гарві Гіллен — чихуахуа
- Роб Ріґґл — Рольф, поліцейська німецька вівчарка
- Софія Вергара — Долорес, диван

## Виробництво
У серпні 2019 року Філ Лорд та Крістофер Міллер уклали виробничий контракт із Universal Pictures. У травні 2021 року Universal придбала права на фільм «Strays» від сценариста Дена Перро, який Лорд і Міллер продюсуватимуть спільно з Еріком Фейгом та Луї Летер'є. Компаніями-виробниками є Picturestart та Rabbit Hole Productions. Зйомки фільму почалися у вересні 2021 року в Атланті, штат Джорджія. Виробництво було завершено у грудні.

## Вихід
Спочатку прем'єра фільму в США мала відбутися 9 червня 2023 року, дистриб'ютор — Universal Pictures. Остаточно прем'єру картини перенесли на 17 серпня. Цього ж дня стартував український прокат під назвою «Кудлаті перці».